# Omphaloscelis
Omphaloscelis is een geslacht van nachtvlinders uit de familie Noctuidae. Inmiddels wordt het geslacht veelal gezien als synoniem voor het ondergeslacht Anchoscelis van het geslacht Agrochola.
Een bekende soort die werd geplaatst in dit geslacht is de maansikkeluil (voorheen O. lunosa).